# Westport (Minnesota)
Westport è un comune degli Stati Uniti d'America, situato nello Stato del Minnesota, nella contea di Pope.